# Paul Four
Paul Four (Katoomba, 13 de fevereiro de 1956) é um ex-pentatleta franco-australiano. 

## Carreira
Paul Four representou seu país nos Jogos Olímpicos de 1980 e 1984, na qual conquistou a medalha de bronze, por equipes. 